# Зелёный Дуб (Липиничский сельсовет)
Зелёный Дуб (бел. Зялёны Дуб) — посёлок в Липиничском сельсовете Буда-Кошелёвского района Гомельской области Белоруссии.
На севере граничит с лесом.

## География

### Расположение
В 13 км на север от районного центра и железнодорожной станции Буда-Кошелёвская (на линии Жлобин — Гомель), 61 км от Гомеля.

## Транспортная сеть
Транспортные связи по просёлочной, затем автомобильной дороге Чечерск — Буда-Кошелёво. Планировка состоит из короткой прямолинейной широтной улицы. Застройка деревянными домами усадебного типа.

## История
Основан в начале XX века переселенцами с соседних деревень. В 1929 году жители посёлка вступили в колхоз. Во время Великой Отечественной войны 9 жителей погибли от рук оккупантов. В 1959 году в составе колхоза «Заря» (центр — деревня Липиничи).

## Население

### Численность
- 2004 год — 5 хозяйств, 6 жителей.

### Динамика
- 1925 год — 8 дворов.
- 1959 год — 71 житель (согласно переписи).
- 2004 год — 5 хозяйств, 6 жителей.